# Francisco de Paula Milán

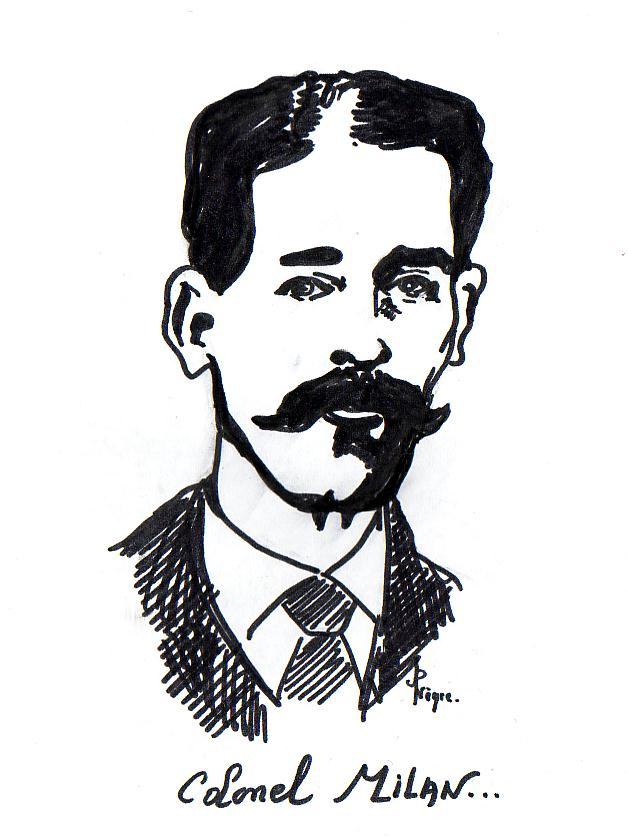
Francisco de Paula de Milán

Francisco de Paula Milán (1821–1883), militar del bando de los liberales que luchó por la causa de Benito Juárez, licenciado en derecho por la Universidad de Puebla, nació y murió en Xalapa, Veracruz. 
En 1847 se alistó en la Guardia nacional y participó en la defensa del puerto de Veracruz y en otras acciones contra los invasores estadounidenses, de quienes fue dos veces prisionero. 
Luchó contra los conservadores en la Guerra de Reforma y combatió la Intervención francesa.
En 1862 participó en el gran triunfo mexicano de la llamada Batalla del 5 de mayo. 
Fue gobernador y comandante militar de Veracruz (1863). Al mando de un pequeño ejército, el 30 de abril de 1863 sorprendió y aniquiló a un pequeño grupo de la Legión Extranjera en la Batalla de Camarón.
En 1867, al retirarse de México las tropas francesas que apoyaban a Maximiliano I de México, participó en el sitio y ocupación del puerto de Veracruz. Después del triunfo de la república se dedicó al comercio. Fue el autor de la zarzuela "La Amiga de las Niñas".